# 滑降

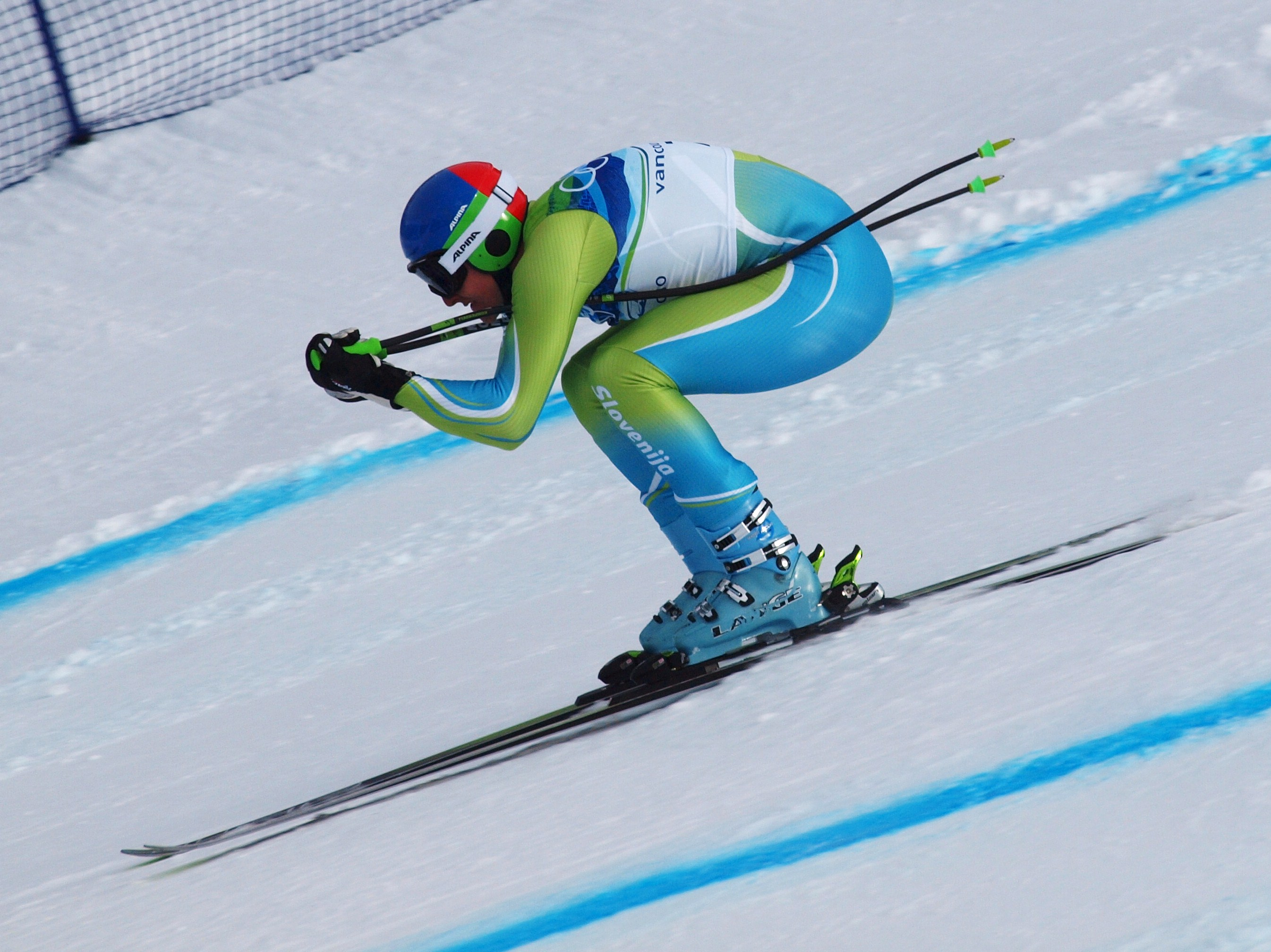
Andrej Šporn在2010年冬奧滑降賽的典型姿勢

滑降（英語：Downhill）為高山滑雪的項目之一。滑降的規則最初由Arnold Lunn爵士為1921年英國滑雪錦標賽所訂定的。“滑降滑雪”是一種常用的術語，等同於“高山滑雪”來表示高山滑雪的體育和休閒活動。
滑降涉及最高速度，所以為風險最高的高山活動。選手在國際級賽事比賽過程中，速度會超過130公里/小時（81小時/英里）。選手在比賽過程中需要完美的空氣動力學效率（屈體）以降低阻力提高速度。與此相反的，以較低速度進行的曲道項目（曲道、大曲道、超大曲道），更強調過旗門時的技巧。

## 裝備

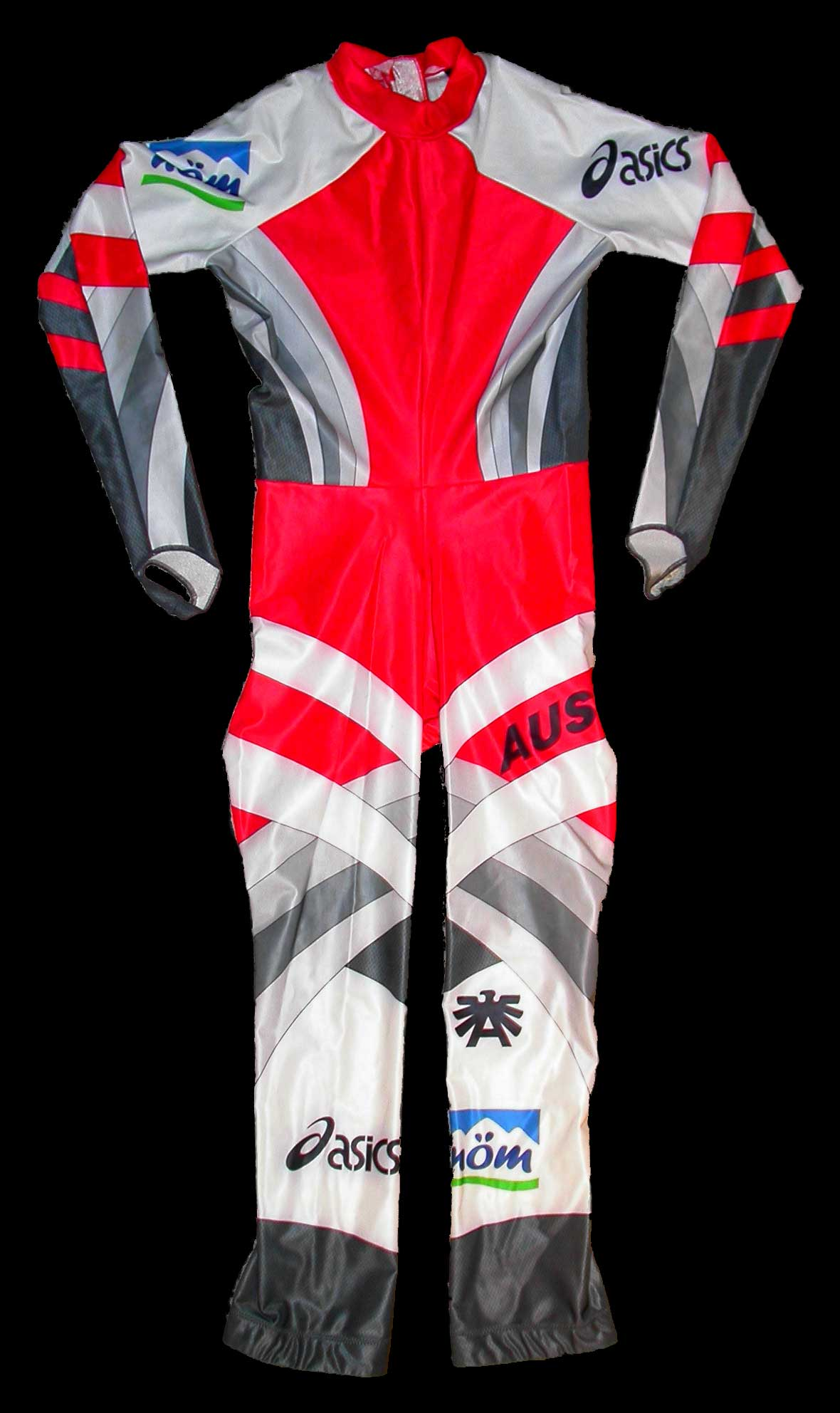
奧地利滑降賽服

## 外部連結
- Sports Illustrated （页面存档备份，存于） - The Downhill: Majesty and Madness, February 11, 1980
- YouTube video （页面存档备份，存于） - The Thin Line: Life on the Edge - trailer - Downhill racing - 2007